# Le Rouge et le Noir (film, 1976)
Pour les articles homonymes, voir Le Rouge et le Noir (homonymie).
Pour plus de détails, voir Fiche technique et Distribution.
Le Rouge et le Noir (Красное и чёрное, Krasnoye i tchyornoye) est un film soviétique réalisé par Sergueï Guerassimov et sorti en 1976. C'est une adaptation du roman homonyme de Stendhal, publié en 1830.

## Fiche technique
Sauf indication contraire, les informations mentionnées dans cette section peuvent être confirmées par la base de données cinématographiques IMDb,  présente dans la section « Liens externes ».
- Titre français : Le Rouge et le Noir[1]
- Titre original : Красное и чёрное, Krasnoye i tchyornoye
- Réalisateur : Sergueï Guerassimov
- Scénario : Sergueï Guerassimov, Gueorgui Sklianski (ru) d'après Stendhal
- Photographie : Alexandre Rekhviachvili (ru)
- Montage : Lidia Zhuchkova
- Musique : Youri Matskevitch
- Décors : Piotr Pachkevitch (ru)
- Sociétés de production : Studio Gorki
- Pays de production :  Union soviétique
- Langue originale : russe
- Format : Couleurs - Son mono - 35 mm
- Durée : 309 minutes (5 h 9), divisés en épisodes de 67 minutes
- Genre : Mélodrame historique
- Dates de sortie :
  - Union soviétique : 23 juin 1976
  - Allemagne de l'Est : 2 décembre 1976 (télévision)

## Distribution
- Nikolaï Eremenko : Julien Sorel
- Natalia Bondartchouk : Mme de Rénal
- Léonide Markov : M. de Rénal
- Natalia Belokhvostikova : Mathilde de la Môle
- Mikhaïl Glouzski : Abbé Pirard
- Leonid Obolenski : Évêque
- Wacław Dworzecki : Abbé Chélan
- Natalia Belokhvostikova : Mathilde de La Mole
- Gleb Strijenov : Marquis de La Mole
- Igor Staryguine : Norbert de La Mole
- Leonid Iarmolnik : vicomte de Luz